# Empetrichthys
Empetrichthys és un gènere de peixos pertanyent a la família dels goodèids que es troba a Nord-amèrica: els Estats Units.

## Taxonomia
- Empetrichthys latos (Miller, 1948)[3]
  - Empetrichthys latos concavus (Miller, 1948)
  - Empetrichthys latos latos (Miller, 1948)
  - Empetrichthys latos pahrump (Miller, 1948)
- Empetrichthys merriami (Gilbert, 1893) †[4][5][6][7][8][9]